# Louis Kahn
Louis Isadore Kahn (5. ožujka 1901. – 17. ožujka 1974.) bio je američki arhitekt rođen kao rođen kao Itze-Leib Schmuilowsky u Estoniji. Nakon što je radio u nekoliko firmi u Philadelphiji osnovao je vlastiti atelijer 1935. godine. Dok je nastavio sa svojom privatnom praksom, radio je kao kritičar dizajna i profesor arhitekture na Arhitektonskom fakultetu Sveučilišta Yale od 1947. do 1957. godine. Od 1957. do svoje smrti bio je profesor arhitekture na Fakultetu za dizajn Sveučilišta u Pennsylvaniji. 
Stil koji je stvorio Kahn je bio monumentalan i monolitičan; njegove teške zgrade uglavnom ne skrivaju svoju masu, materijale ili način na koji su sastavljene.  Dobitnik je Zlatne medalje AIA i Zlatne medalje RIBA. U vrijeme njegove smrti, neki su ga smatrali najistaknutijim američkim arhitektom.

## Biografija

### Rani život
Louis Kahn, čije je izvorno ime bilo Itze-Leib (Leiser-Itze) Schmuilowsky (Schmalowski), je rođen u siromašnoj židovskoj obitelji u Ruskom Carstvu (današnja Estonija). Točno mjesto njegova rođenja je sporno, ali smatra se da je to Kuressaare, Saaremaa, a neki izvori spominju i Pärnu. 
Rano djetinjstvo proveo je u Kuressaareu na otoku Saaremaa, koji je tada bio dio Livonske gubernije Ruskog Carstva. Kad je imao tri godine ugledao je ugljen u peći i bio je očaran njezinom svjetlošću. Stavio je ugljen u pregaču, ona se zapalila i opekla mu lice. Te je ožiljke nosio do kraja života. 
1906. godine je njegova obitelj emigrirala u Sjedinjene Američke Države jer su bili u strahu da će mu otac biti pozvan u vojsku tijekom Rusko-japanskog rata. Tijekom imigracije je možda netočno zabilježena njegova godina rođenja. Prema dokumentarnom filmu njegovog sina iz 2003. godine, obitelj si nije mogla priuštiti olovke. Izrađivali su vlastite štapiće od ugljena spaljujući grančice kako bi Louis mogao zaraditi novac svojim crtežima. Kasnije je zarađivao svirajući klavir kako bi pratio nijeme filmove u kinima. Postao je naturalizirani američki državljanin 15. svibnja 1914. godine. Njegov je otac promijenio obiteljsko prezime u Kahn 1915.

### Obrazovanje
Kahn je od malih nogu pokazivao izvanredan talent za umjetnost. Više je puta osvajao godišnju nagradu za najbolju akvarel sliku učenika srednjih škola u Philadelphiji. U Srednjoj školi Philadelphia Central je bio nezainteresiran i neupadljiv učenik, sve dok u završnoj godini nije pohađao tečaj arhitekture, što ga je uvjerilo da postane arhitekt. Odbio je ponudu da ode na Akademiju likovnih umjetnosti Pennsylvanije kako bi studirao umjetnost uz punu stipendiju, umjesto toga radeći razne poslove kako bi platio školarinu za diplomu iz arhitekture na Školi likovnih umjetnosti Sveučilišta u Pennsylvaniji . Tamo je studirao kod Paula Philippea Creta u verziji tradicije Beaux-Arts, koja je obeshrabrivala pretjerano ukrašavanje.

### Karijera
Nakon što je 1924. godine završio prvostupnički studij arhitekture, Kahn je radio u uredu gradskog arhitekta Johna Molitora. Radio je na nacrtima za Izložbu povodom 150. obljetnice neovisnosti SAD-a 1926. 
1928. godine Kahn je otišao na europsku turneju. Ponajviše ga je zanimao srednjovjekovni utvrđeni grad Carcassonne u Francuskoj i škotski dvorci, a ne uporišta klasicizma ili modernizma na kontinentu.  Nakon povratka u Sjedinjene Američke Države 1929. godine, radio je u uredima Paula Philippea Creta, svog bivšeg studijskog kritičara na Sveučilištu u Pennsylvaniji, a nakon toga kod Zantzingera, Borieja i Medaryja u Philadelphiji. 
1932. godine Kahn, uz pomoć Dominique Berninger, osniva grupu za arhitektonska istraživanja, čiji su se članovi zanimali za populističku društvenu agendu i novu estetiku europskih avangardi. Među projektima na kojima je Kahn radio tijekom ove suradnje bile su i sheme za javno stanovanje koje je predstavio Upravi za javne radove, koja je podržavala neke slične projekte tijekom Velike depresije.  Nisu nikada izgrađeni. 
Među važnijim Kahnovima ranim suradnjama bila je ona s Georgeom Howeom.  S Howeom je Kahn radio krajem 1930-ih. Radili su na projektima za Philadelphijsku stambenu upravu, a zatim su ponovno 1940. godine, s njemačkim arhitektom Oscarom Stonorovom, radili na projektiranju stambenih naselja u drugim dijelovima savezne države Pennsylvanije.  Partnerstvo unutar arhitektonskog ureda, između Kahna i Oscara Stonorova, započelo je u veljači 1942., a završilo u ožujku 1947. Rezultiralo je s 54 dokumentirana projekta i zgrade.
Svoj prepoznatljivi arhitektonski stil Kahn nije razvio sve do svojih pedesetih godina. U početku je stvarao u poprilično ortodoksnoj verziji međunarodnog stila, bio je pod snažnim utjecajem boravka kao rezidencijalnog arhitekta na Američkoj akademiji u Rimu tijekom 1950. godine, što je označilo prekretnicu u njegovoj karijeri. Nakon posjeta ruševinama drevnih građevina u Italiji, Grčkoj i Egiptu, usvojio je pristup povratka osnovama. Razvio je vlastiti stil, pod utjecajem ranijih modernih pokreta, ali ne ograničen njihovim, ponekad dogmatskim, ideologijama. Za vrijeme 1950-ih i 1960-ih, radeći kao arhitektonski konzultant Komisije za urbanističko planiranje grada Philadelphije, razvio je nekoliko planova središta Philadelphije, ali ti planovi nikada nisu provedeni.
1961. godine primio je stipendiju od Grahamove zaklade za napredne studije likovnih umjetnosti kako bi proučavao prometne tokove u  Philadelphiji i kako bi izradio prijedlog za sustav vijadukta.
 

Ovaj je prijedlog opisao na predavanju koje je održao 1962. na Međunarodnoj konferenciji o dizajnu održanoj u Aspenu u Coloradu:
U centru grada ulice bi trebale postati zgrade. To bi trebalo biti isprepleteno s osjećajem kretanja koji ne opterećuje lokalne ulice prometom koji nije lokalni. Trebao bi postojati sustav vijadukata koji bi okruživao područje koje bi lokalne ulice moglo ponovno koristiti za vlastitu upotrebu, a trebao bi biti izgrađen tako da taj vijadukt ima prizemlje s trgovinama i upotrebljivom površinom.
Kahnova predavačka karijera započela je na Sveučilištu Yale 1947. godine. Godine 1956. imenovan je profesorom arhitekture i planiranja na Massachusetts Institute of Technology. Kahn se zatim vratio u Philadelphiju kako bi predavao na Sveučilištu u Pennsylvaniji od 1957. do svoje smrti.  Također je bio gostujući predavač na Arhitektonskom fakultetu Sveučilišta Princeton od 1961. do 1967. godine.
Kahn je umro 1974. godine od srčanog udara ubrzo nakon poslovnog putovanja u Indiju.

## Nagrade i priznanja
Kahn je 1953. godine izabran za člana Američkog instituta arhitekata (AIA). 1964. godine je postao član Nacionalnog instituta za umjetnost i književnost, a iste mu je godine dodijeljena medalja Frank P. Brown. 1965. godine izabran je u Nacionalnu akademiju za dizajn kao izvanredni akademik, a Sveučilište Yale mu je dodijelilo počasni doktorat likovnih umjetnosti. 1968. godine postao je član Američke akademije umjetnosti i znanosti. 1971. godine dodijeljena mu je Zlatna medalja AIA-e, najviše priznanje koje dodjeljuje AIA, a te je godine primio i Zlatnu ploču Američke akademije za postignuća. 1972. godine primio je Kraljevsku zlatnu medalju Kraljevskog instituta britanskih arhitekata (RIBA).

## Osobni život
Kahn je imao troje djece s tri žene. Sa suprugom Esther imao je kćer, Sue Ann. S Anne Tyng, s kojom je započeo poslovni i ljubavni odnos 1945. godine, dobio je kćer Alexandru. Kad je Tyng ostala trudna 1953. godine, kako bi ublažila skandal, njihovu kćer otišla je rodit u Rim. S Harriet Pattison je dobio sina, Nathaniela Kahna. Anne Tyng je bila arhitektica i učiteljica, dok je Harriet Pattison bila pionirka krajobrazne arhitekture. Kahnova osmrtnica u The New York Timesu, koju je napisao Paul Goldberger, spominje samo Esther i njihovu kćer.

## Dokumentarni film
2003. godine Nathaniel Kahn je objavio dokumentarac o svom ocu, My Architect: A Son's Journey. Film nominiran za Oscara pruža uvid u Kahnovu arhitekturu, istovremeno ga istražujući kroz njegovu obitelj, prijatelje i kolege.

## Projekti
- Umjetnička galerija Sveučilišta Yale, New Haven, Connecticut (1951. – 1953.), prva značajno djelo Louisa Kahna. Stropovi debeli 0,9 metara, sastoje se od mreže trokutastih otvora koji privlače pogled prema gore u slabo osvijetljene piramidalne prostore. Ovi izloženi prostori omogućuju usmjeravanje grijanja, hlađenja i električnih usluga kroz galerije.[16]
- Richards Medical Research Laboratories, Sveučilište Pennsylvania, Philadelphia, Pennsylvania (1957. – 1965.), proboj u Kahnovoj karijeri koji je pomogao postaviti nove smjernice za modernu arhitekturu svojim jasnim izrazom opsluživanih i posluženih prostora te evociranjem arhitekture prošlosti.
- Salkov institut u La Jolli u Kaliforniji (1959. – 1965.) trebao je biti kampus sastavljen od tri glavna dijela: prostora za sastanke i konferencije, stambenog prostora i laboratorija. Izgrađen je samo laboratorijski klaster, koji se sastoji od dva paralelna bloka koji okružuju vodeni vrt. Dva laboratorijska bloka uokviruju vizuru na Tihi ocean, naglašen tankom linearnom fontanom koja kao da doseže horizont. Opisana je kao „možda najznačajnije Kahnovo djelo”.[17]
- Prva unitaristička crkva, Rochester, New York (1959. – 1969.), koju je Paul Goldberger, arhitektonski kritičar dobitnik Pulitzerove nagrade, proglasio jednom od najvećih religijskih građevina dvadesetog stoljeća.[18] Visoki, uski prozorski otvori stvaraju nepravilan ritam sjena na vanjskoj strani, dok četiri svjetlosna tornja preplavljuju zidove neizravnim, prirodnim svjetlom.
- Shaheed Suhrawardy Medical College and Hospital, Dhaka, Istočni Pakistan (današnji Bangladeš)
- Indijski institut za menadžment, Ahmedabad, u Ahmedabadu, Indija (1961.)
- Dvorana Eleanor Donnelly Erdman, Bryn Mawr College, Bryn Mawr, Pennsylvania (1960. – 1965.), projektirana kao moderni škotski dvorac.[19]
- Knjižnica Akademije Phillips Exeter, Exeter, New Hampshire (1965. – 1972.), nagrađena nagradom za dvadeset i pet godina od strane Američkog instituta arhitekata 1997. godine. Njegov dramatični atrij ima ogromne kružne otvore prema policama s knjigama.
- Muzej umjetnosti Kimbell u Fort Worthu u Teksasu (1967. – 1972.) sadrži niz bačvastih svodova sa svjetlosnim prorezima duž vrha, koji izložena umjetnička djela kupaju stalno promjenjivim difuznim svjetlom.
- Arts United Center, Fort Wayne, Indiana (1973.), jedina ostvarena zgrada vizije Arts Campusa s deset zgrada, Kahnovo jedino kazalište.
- Sinagoga Hurva, Jeruzalem, Izrael, (1968. – 1974.), neizgrađena
- Yaleov centar za britansku umjetnost, Sveučilište Yale, New Haven, Connecticut (1969. – 1974.)
- Park četiri slobode Franklina D. Roosevelta, otok Roosevelt, New York (1972. – 1974.), izgradnja završena 2012.
- Jatiyo Sangshad Bhaban (zgrada Nacionalne skupštine) u Dhaki, Istočni Pakistan (danas Bangladeš) bio je Kahnov posljednji projekt, razvijen od 1962. do 1974. godine. Kahn je dobio projekt uz pomoć Muzharula Islama, jednog od svojih studenata na Sveučilištu Yale, koji je s njim radio na projektu. Zgrada bangladeškog parlamenta središnji je dio kompleksa nacionalnog glavnog grada koji je dizajnirao Kahn, a koji uključuje hostele, blagovaonice i bolnicu. Prema Robertu McCarteru, autoru djela Louis I. Kahn, „to je jedan od najvećih arhitektonskih spomenika dvadesetog stoljeća i bez sumnje Kahnovo magnum opus.“[20]

## Vremenski slijed radova
Svi datumi odnose se na godinu početka projekta
- 1935 – Jersey Homesteads Cooperative Development, Hightstown, New Jersey
- 1940 – Jesse Oser House, 628 Stetson Road, Elkins Park, Pennsylvania
- 1944 – Carver Court, Foundry Street, Coatsville, Pennsylvania
- 1947 – Phillip Q. Roche House, 2101 Harts Lane, Conshohocken, Pennsylvania
- 1950 – Morton and Lenore Weiss House, 2935 Whitehall Rd, East Norriton Township, Pennsylvania[21]
- 1951 – Yale University Art Gallery, 1111 Chapel Street, New Haven, Connecticut
- 1952 – City Tower Project, Philadelphia, Pennsylvania (unbuilt)
- 1954 – Jewish Community Center (including Trenton Bath House), 999 Lower Ferry Road, Ewing, New Jersey
- 1956 – Wharton Esherick Workshop at what is now the Wharton Esherick Museum,1520 Horseshoe Trail, Malvern, Pennsylvania (designed with Wharton Esherick and Anne Tyng)
- 1957 – Richards Medical Research Laboratories, University of Pennsylvania, 3700 Hamilton Walk, Philadelphia, Pennsylvania
- 1957 – Fred E. and Elaine Cox Clever House, 417 Sherry Way, Cherry Hill, New Jersey
- 1959 – Margaret Esherick House, 204 Sunrise Lane, Chestnut Hill, Philadelphia, Pennsylvania
- 1958 – Tribune Review Publishing Company Building, 622 Cabin Hill Drive, Greensburg, Pennsylvania
- 1959 – Salk Institute for Biological Studies, 10 North Torrey Pines Road, La Jolla, California
- 1959 – First Unitarian Church, 220 South Winton Road, Rochester, New York
- 1960 – Erdman Hall Dormitories, Bryn Mawr College, Morris Avenue, Bryn Mawr, Pennsylvania
- 1960 – Norman Fisher House, 197 East Mill Road, Hatboro, Pennsylvania
- 1961 – Point Counterpoint, a converted barge performance venue used by the American Wind Symphony Orchestra
- 1961 – Philadelphia's Mikveh Israel, Philadelphia, Pennsylvania (unbuilt)
- 1961 – Indian Institute of Management, Ahmedabad, India
- 1962 – Jatiyo Sangshad Bhaban, the National Assembly Building of Bangladesh, Dhaka, Bangladesh
- 1963 – President's Estate, Islamabad, Pakistan (unbuilt)
- 1965 – Phillips Exeter Academy Library, Front Street, Exeter, New Hampshire
- 1965 – Phillips Exeter Academy Dining Hall, Elm Street, Exeter, New Hampshire
- 1966 – Kimbell Art Museum, 3333 Camp Bowie Boulevard, Fort Worth, Texas
- 1966 – Olivetti-Underwood Factory, Valley Road, Harrisburg, Pennsylvania
- 1966 – Temple Beth El of Northern Westchester, Chappaqua, New York
- 1968 – Hurva Synagogue, Jerusalem, Israel (unbuilt)
- 1969 – Yale Center for British Art, Yale University, 1080 Chapel Street, New Haven, Connecticut
- 1971 – Steven Korman House, Sheaff Lane, Fort Washington, Pennsylvania
- 1973 – Arts United Center (Formerly known as the Fine Arts Foundation Civic Center), Fort Wayne, Indiana[22]
- 1974 – Franklin D. Roosevelt Four Freedoms Park, Roosevelt Island, New York City, completed 2012.[23]
- 1976 – Point Counterpoint II, an improved concert venue for the American Wind Symphony Orchestra, is debuted posthumously
- 1979 – Flora Lamson Hewlett Library of the Graduate Theological Union, Berkeley, California[24]

## Naslijeđe
Louis Kahnov rad prožeo je internacionalni stil profinjenim, vrlo osobnim ukusom. Isamu Noguchi nazvao ga je "filozofom među arhitektima". Bio je zainteresiran za stvaranje snažnih formalnih razlika između poslužnih i poslužujućih prostora. Pod podslužujućim prostorima nije mislio na prostore za poslugu, već na prostore koji služe drugim, poslužnim prostorima. To su prostori kao na primjer stubišta, hodnici, toaleti ili bilo koji drugi funcionalni prostori poput skladišta ili strojarnice. Njegova paleta materijala težila je jako teksturiranoj cigli i golom betonu, teksture često pojačane suprotstavljanjem visoko profinjenim površinama poput travertinskog mramora. Kahn je tvrdio da cigla može biti više od osnovnog građevinskog materijala:
Ako pomisliš na Ciglu, kažeš Cigli: 'Što želiš, Ciglo?' A Cigla ti kaže: 'Sviđa mi se luk.' A ako kažeš cigli: 'Gledaj, lukovi su skupi, a mogu staviti betonski nadvratnik preko tebe. Što misliš o tome, Ciglo?' Cigla kaže: 'Sviđa mi se luk. I važno je, vidiš, da poštuješ materijal koji koristiš. ... To možeš učiniti samo ako poštuješ i slaviš ciglu umjesto da je omalovažavaš.
Usporedno s utjecajem koji Kahnovi poznatiji radovi imaju na suvremene arhitekte (poput Muzharula Islama i Tadaoa Andoa), neki od njegovih radova (posebno neizgrađeni projekt City Tower) su postali jako utjecajni među visokotehnološkim arhitektima s kraja dvadesetog stoljeća (poput Renza Piana, koji je radio u Kahnovom uredu, Richarda Rogersa i Normana Fostera ).  Među njegovim istaknutim učenicima su Muzharul Islam, Moshe Safdie, Robert Venturi, Jack Diamond i Charles Dagit .

Kahn i dalje izaziva kontroverze i mnogo godina nakon svoje smrti. Prije nego što je izgrađen njegov projekt, Park četiri slobode Franklina D. Roosevelta na južnom vrhu otoka Roosevelta,  urednici New York Timesa napisali su:
Postoji neka magija u tom projektu. To što je zadatak zastrašujući čini ga dostojnim čovjeka kojemu odaje počast, koji je vodio naciju kroz Veliku depresiju, New Deal i svjetski rat. Što se tiče gospodina Kahna, on je umro 1974. godine, dok je sam prolazio kroz njujorški Penn Station. U njegovoj aktovci bili su nacrti spomenika, njegov posljednji dovršeni plan.
Uvodnik opisuje Kahnov plan kao:
... jednostavno i elegantno. Crpeći inspiraciju iz Rooseveltove obrane četiri slobode - govora i religije te iz oskudice i straha - osmislio je otvorenu 'sobu i vrt' na vrhu otoka. Drveće s obje strane tvori 'V' koje definira zeleni prostor i vodi do kamene sobe s dva zida na rubu vode koja uokviruje Ujedinjene narode i ostatak horizonta.
Grupa pod vodstvom Williama J. vanden Heuvela prikupila je više od 50 milijuna dolara javnih i privatnih sredstava između 2005. i 2012. godine za izgradnju spomenika. Park četiri slobode Franklina D. Roosevelta službeno je otvoren za javnost 24. listopada 2012. godine.

## U popularnoj kulturi
Kahn je bio tema dokumentarnog filma nominiranog za Oscara 2003. godine , Moj arhitekt: Putovanje sina, koji je predstavio njegov sinNathaniel Kahn. Kahnov kompleksni obiteljski život inspirirao je epizodu "Neustrašiva hrabrost" serije Zakon i red: Zločinačka namjera .
U filmu Nepristojna ponuda iz 1993. godine, lik David Murphy (kojeg glumi Woody Harrelson) je spomenuo Kahna tijekom predavanja studentima arhitekture, Kahnu je pripisao citat "Čak i cigla želi biti nešto".
Dobitnik Pulitzerove nagrade, skladatelj Lewis Spratlan, sa suradnicima Jenny Kallick i Johnom Downeyjem (Amherst College, generacija 2003.), skladao je operu Arhitekt. Ta je opera karakterna studija Kahna. Premijerna snimka trebala je biti objavljena 2012. godine za Navona Records.

## Galerija
- Umjetnička galerija Sveučilišta Yale, New Haven, Connecticut (1951. – 1953.)
- Kasetirani strop u Umjetničkoj galeriji Sveučilišta Yale (1951. – 1953.)
- Stubište u Umjetničkoj galeriji Sveučilišta Yale (1951. – 1953.)
- Kupalište i dnevni kamp Trenton (1954.)
- Wharton Esherick Studio, 1520 Horseshoe Trail, Malvern, Pennsylvania (1956.). Dizajnirano s Whartonom Esherickom
- Richardsovi medicinski istraživački laboratoriji, Sveučilište u Pennsylvaniji, 3700 Hamilton Walk, Philadelphia, Pennsylvania (1957. – 1965.)
- Unutrašnjost Prve unitarističke crkve, Rochester, New York (1959.)
- Indijski institut za menadžment, Ahmedabad, Indija (1961.)
- Interijer Muzeja umjetnosti Kimbell, Fort Worth, Teksas (1966.)
- Yaleov centar za britansku umjetnost, Sveučilište Yale, New Haven, Connecticut (1969. – 1974.)
- Parlament Bangladeša (1961.-1982.)
- Dvorana za sastanke Nacionalne skupštine Bangladeša
- Ujedinjeni centar umjetnosti u Fort Wayneu, Indiana